# Sant Pere de Tiurana
Sant Pere de Tiurana era una església amb elements renaixentistes i barrocs de Tiurana (Noguera) inclosa a l'Inventari del Patrimoni Arquitectònic de Catalunya. La seva façana es va traslladar al nou poble de Tiurana.

## Descripció
Façana a l'oest amb porta d'accés dovellada d'aresta rebaixada i d'arc de mig punt. A la clau de la volta hi ha la data de 1545 i la figura de Sant Pere de peu amb les claus. Damunt la porta hi ha una finestra circular; a la part superior hi ha el campanar d'espadanya amb tres arcs i sengles campanes, damunt de l'arc central hi ha un arc més petit i lliure que dona forma de frontó al coronament.
A l'interior tenia la nau amb creuer; el tram inferior de la nau estava cobert amb una volta de llunetes i capelles a les parets; el creuer amb volta de llanternó i damunt petxines; el cos del creuer del costat de l'Evangeli amb volta damunt de petxines i llanternó. El cos de l'Epístola amb volta de creueria doble, a la clau central hi havia la data de 1745.

## Història
La data d'edificació d'aquesta església és la de 1545, supleix l'antiga església romànica que hi havia al cementiri, al llarg dels anys de l'església de Sant Pere ha sofert diverses modificacions i restauracions. La data que trobem a l'interior de l'Església de 1745 ens indica una de les modificacions; la façana i el campanar han estat restaurats durant l'any 1980.
Les reformes de Sant Pere sempre han comptat amb l'ajuda dels veïns del poble, encarregats de vetllar per la seva seguritat; també han ajudat en les obres de l'Església entitats.